# Nocrich
Nocrich (in ungherese Újegyház, in tedesco Leschkirch) è un comune della Romania di 2822 abitanti, ubicato nel distretto di Sibiu, nella regione storica della Transilvania. 
Il comune è formato dall'unione di 5 villaggi: Fofeldea, Ghijasa de Jos, Hosman, Nocrich, Țichindeal.

## Storia
La località, il cui nome significa ‘’nuova chiesa’’, è ricordata fin dal 1263 all’epoca della colonizzazione sassone della regione.  Fu una provincia dei Sassoni di Transilvania, dapprima contesa con la vicina di Alțâna, ma attestata definitivamente a Nocrich agli inizi del XVII secolo.  Nel 1589 il principe di Transilvania, Sigismondo Bathory, concesse alla città il titolo di oppidum e il diritto di organizzare due fiere annuali.
Nocrich ha dato i natali a Samuel von Brukenthal (1721–1803), governatore della Transilvania e grande collezionista d'arte; sulla sua collezione si basa il nucleo del Museo Brukenthal di Sibiu.

## Monumenti e luoghi d'interesse

### Chiesa fortificata di Nocrich
La chiesa fu ricostruita tra il 1803 e il 1806 sul sito della chiesa del XIII secolo distrutta da un incendio alcuni anni prima. Delle fortificazioni, costruite nel XVI-XVII secolo e demolite nel 1901, rimangono solo pochi ruderi sul lato sinistro della chiesa e le quattro torri: la torre del lardo a nordovest, la torre turca a ovest, una torre semicircolare a nord, la torre della scuola a nordest e un il rivellino a sud est. Sul muro del campanile una lapide ricorda la visita dell'ultimo principe della Transilvania Mihai Apafi. All'interno della chiesa di stile neogotico, si trovano un prezioso pulpito con decorazione barocca, un organo di Samuel Metz e, sull'altare, un dipinto di Franz Neuhauser. nel coro è ancora conservato il banco di famiglia del barone Brukenthal che finanziò la costruzione della nuova chiesa. 

### Chiesa fortificata di Hosman

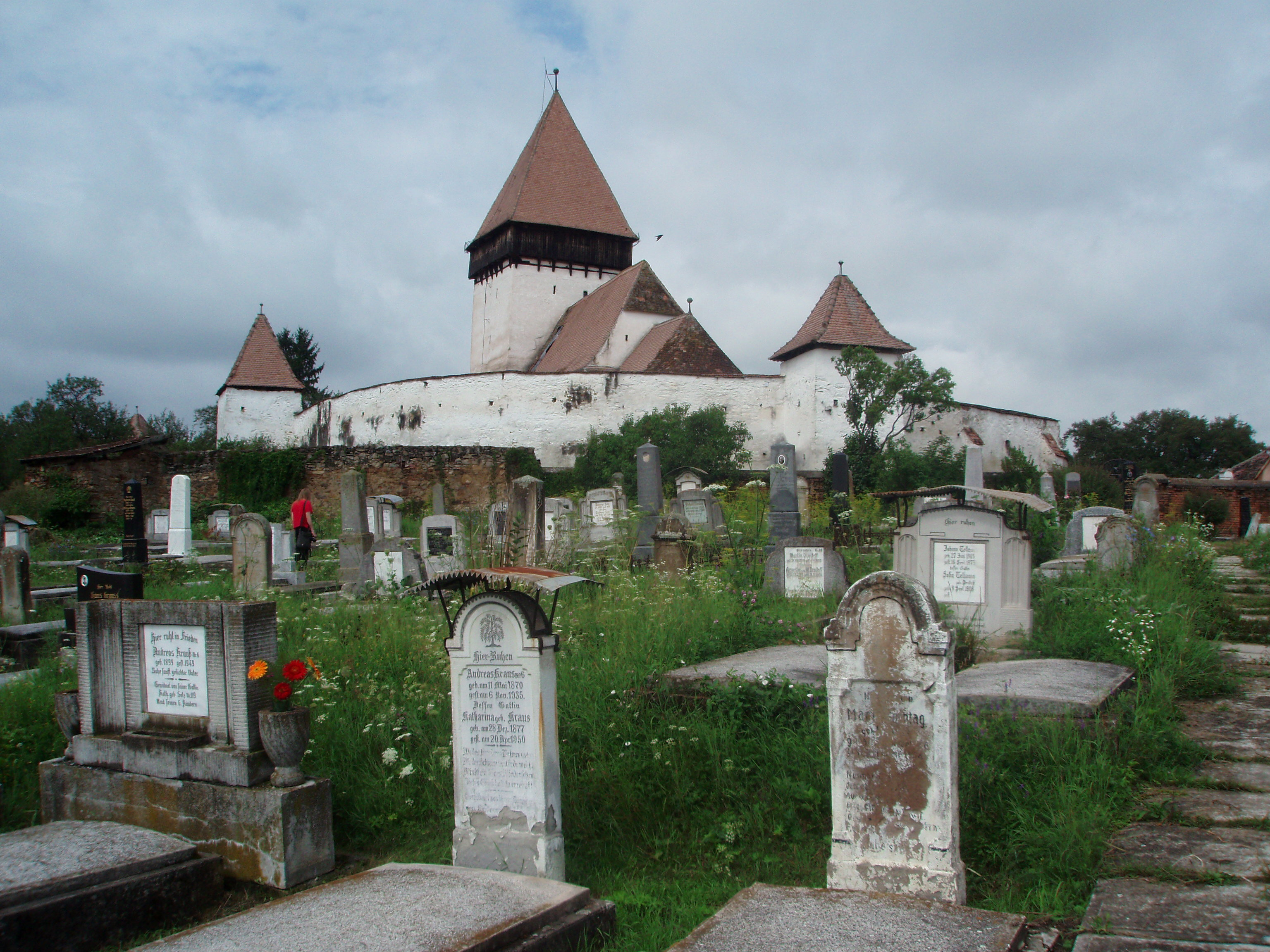
Chiesa fortificata di Hosman

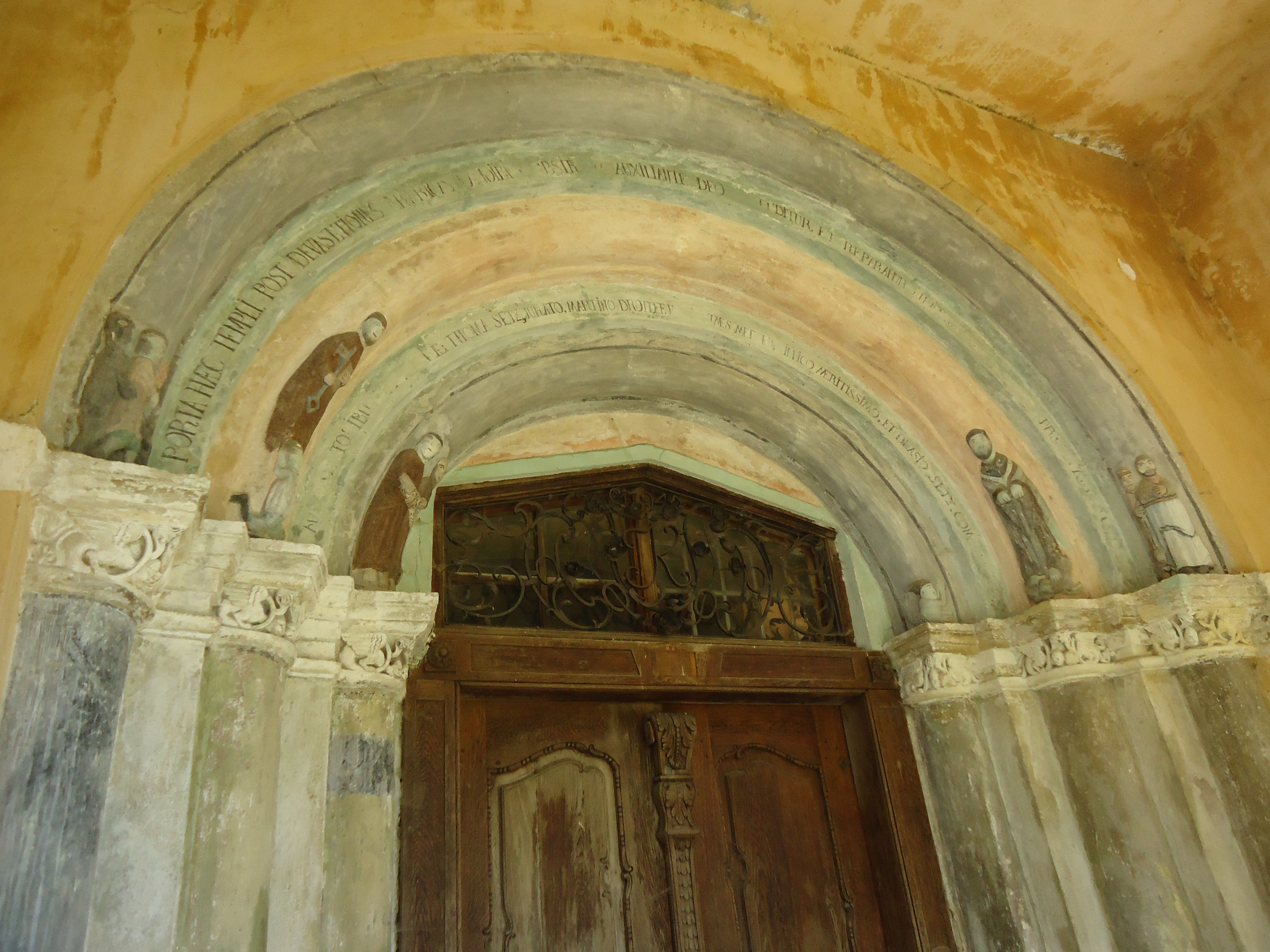
Portale occidentale di Hosman

Costruita in stile romanico attorno al 1270, inizialmente aveva una pianta a tre navate, ma nel XVIII secolo le navate laterali vennero eliminate e tutta la struttura venne rimaneggiata in stile barocco (1794). La fortezza, risalente allo stesso periodo, fu attaccata più volte durante il XV secolo dai turchi e anche dal principe Vlad Țepeș. Il villaggio si spopolò, tanto che agli inizi del XVI secolo arrivarono nuovi abitanti che posero mano anche alle riparazioni alla chiesa nella navata e nel coro. Sul prezioso portale romanico, fortunatamente integro, fu aggiunta la scritta latina Porta haec templi post devastationes [...] auxiliante deo [...] reparatur e cioè: "dopo molte distruzioni, il portale di questo luogo [...] con l'aiuto di Dio [...] viene riparato".

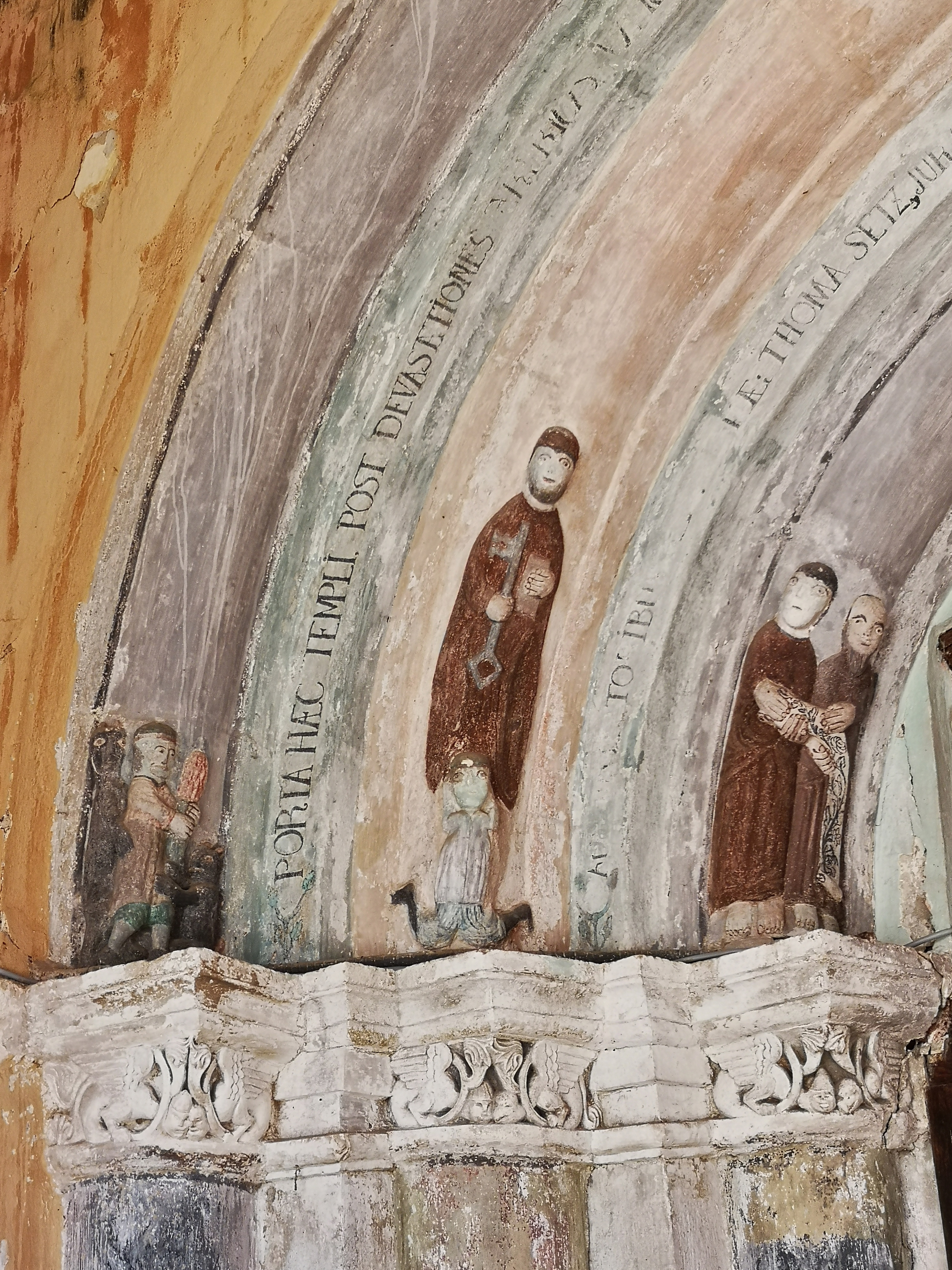
Ciclo pittorico del portale

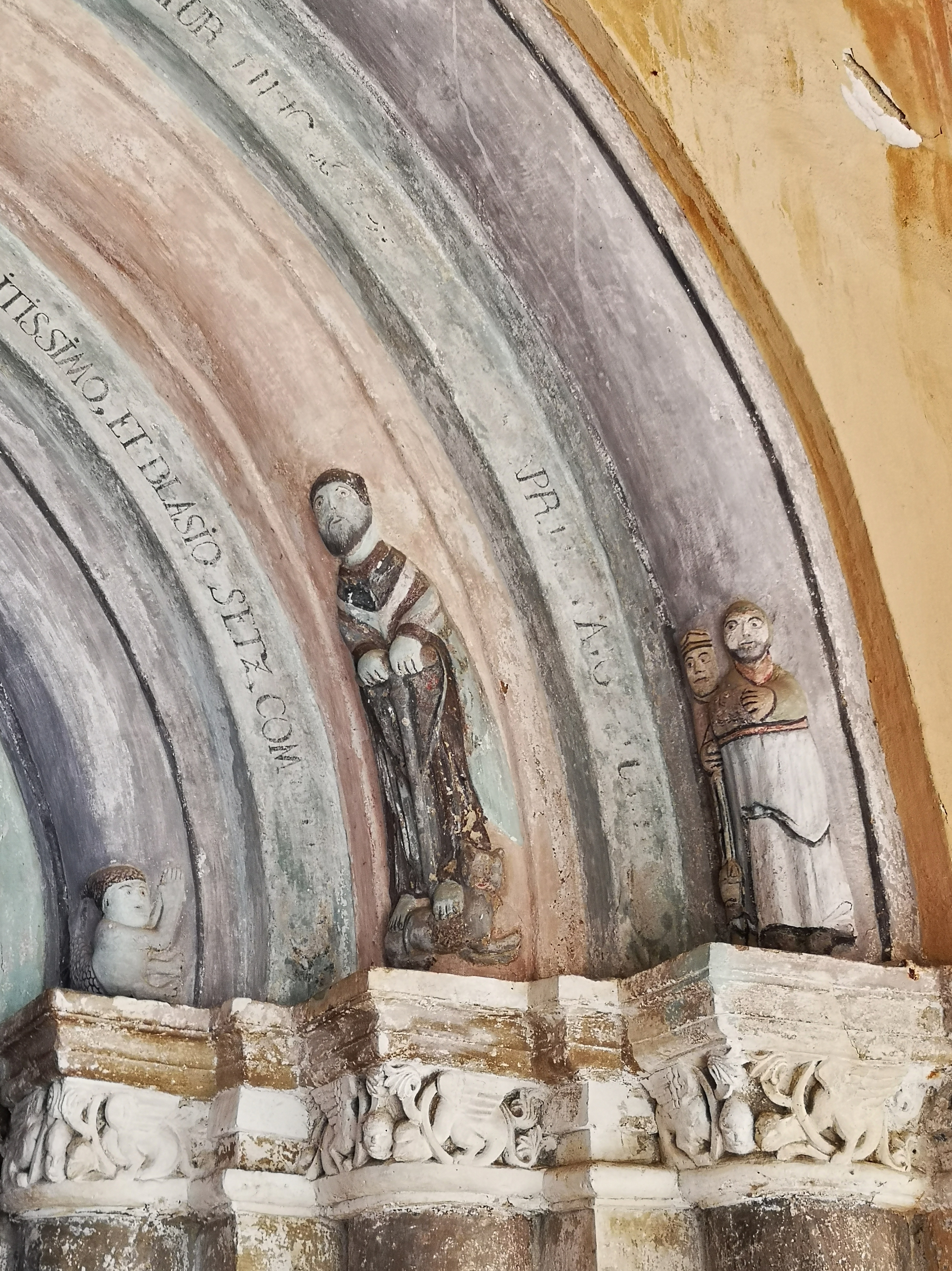
Ciclo pittorico del portale

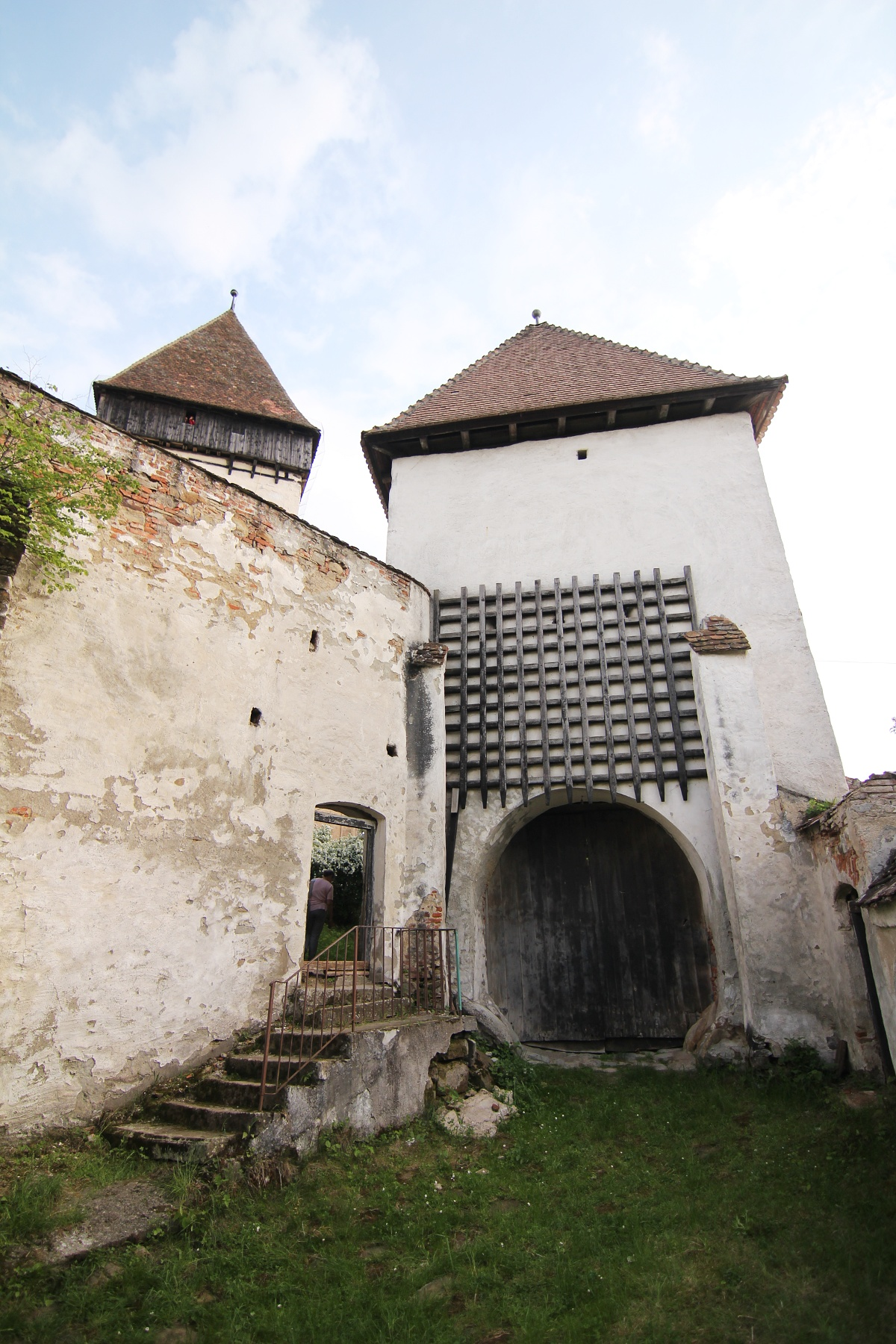
Rivellino con saracinesca medievale

Il portale fu realizzato da maestranze viennesi che giunsero in Transilvania per lavorare nel cantiere di Alba Iulia, sul modello della cattedrale di Santo Stefano a Vienna . È composto da tre colonne per lato che poggiano su teste dei felino; i capitelli sono scolpiti con le figure tipiche del bestiario medievale: gigli, chimere e teste umane. Sugli archivolti vi sono i preziosi affreschi originali, restaurati nel 1993; tema principale del ciclo è il peccato e la salvezza dell’anima. Sul lato sinistro del portale sono rappresentati dall’esterno un giovane tentato da due diavoli (il peccato), segue la figura dall'apostolo Pietro con le chiavi e il vangelo dietro ad un penitente prostrato ai suoi piedi (il pentimento), e due monaci che reggono un rotolo aperto (le sacre scritture). A destra dal centro c'è la figura immaginaria un mendicante con le forme di una sirena (l’espiazione) seguito dall’Arcangelo Michele che uccide il male (un leone), ed infine da due diaconi (forse uomo e donna) che reggono un incensiere e un libro e simboleggiano la fede. Da notare che le dimensioni delle figure è in proporzione al grado di grazia di Dio del personaggio. Alla fine del XVIII secolo, davanti al portale è stato eretto un portico a protezione delle sculture. L'interno ha una sola navata con tribune e un altare neoclassico abbellito da un dipinto raffigurante la Crocefissione.
La fortificazione è costituita da due recinti di forma circolare. Le mura sono alte 8 metri, con la base in pietra ed il resto rifatto con mattoni e pietra. Nel recinto sorgono altre costruzioni difensive fra cui un bastione che si inserisce ad occidente del muro perimetrale. La torre a tre piani di nord-ovest, che congiunge le due corti, presenta ancora la grata che veniva sollevata per il passaggio carraio. Il secondo recinto ha due torri: quella a sud-ovest è pentagonale ed è oggi unita alla casa parrocchiale, mentre di quella a sud-est si conservano solo i piani inferiori.
Nel complesso è stato allestita una piccola raccolta etnografica.

### Chiesa ortodossa di Fofeldea
Il villaggio sorge nella valle omonima ad ovest del capoluogo ed è ricordato fin dal 1382.
La chiesa ortodossa è dedicata a San Basilio e costruita fra il 1804 e il 1808. La costruzione è a navata unica, con tre campate e l'abside con volta a botte, e il campanile in stile gotico. Notevole il ciclo pittorico completato nel 1814 dai fratelli Ioan e Alexandru Grecu di Săsăuș che coprono tutte le pareti della chiesa. Gli affreschi, in stile bizantino, sono stati restaurati tra il 1975-1979  e rappresentano scene del Nuovo e dell'Antico Testamento, della storia della Chiesa e dei santi , fra cui una curiosa Trinità fra angeli e santi e le scene della Passione di Gesù Cristo con i soldati e giudici romani in abiti asburgici.

### Chiesa ortodossa di Țichindeal

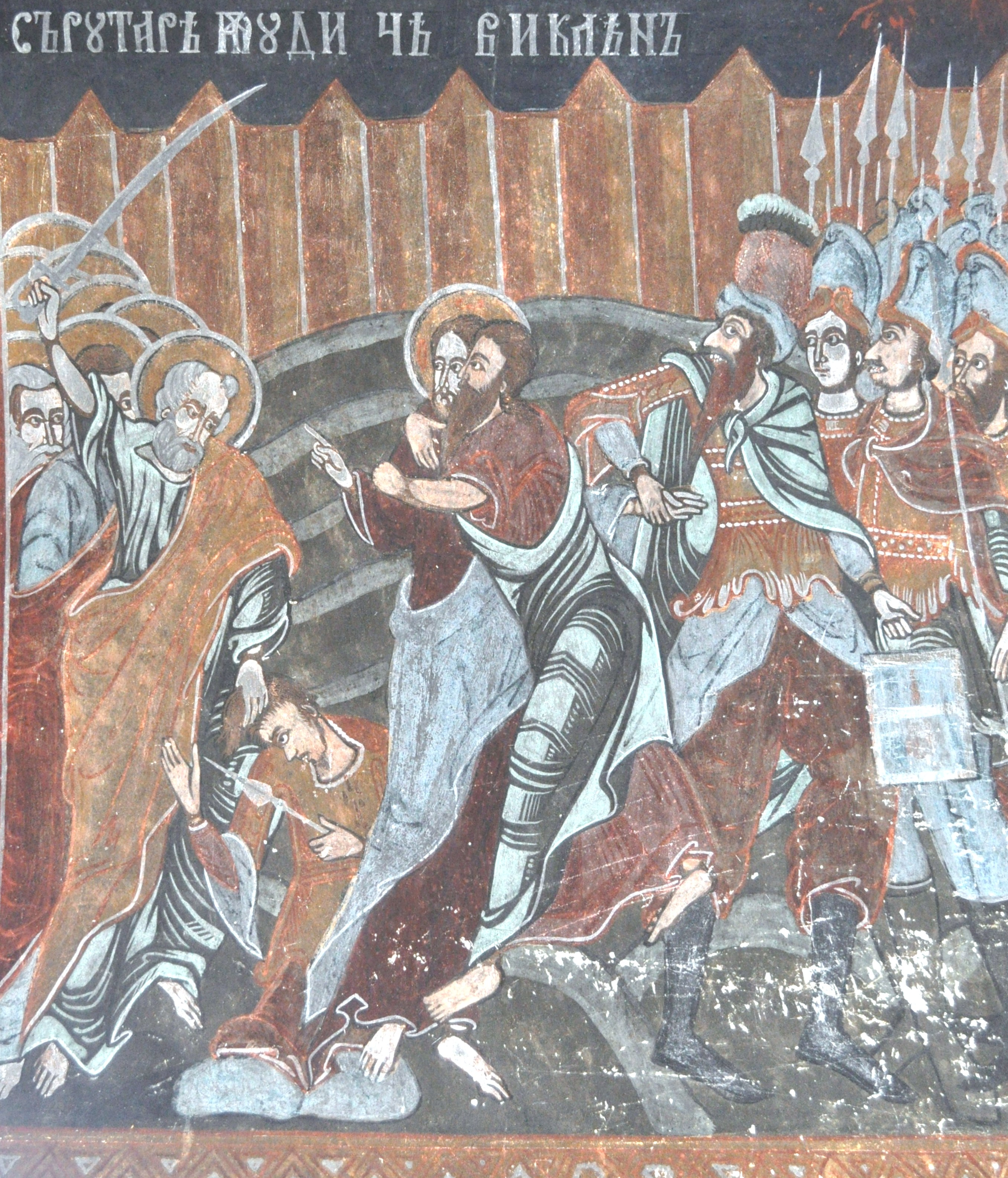
Affreschi nella chiesa di Tichindeal

La chiesa è ricordata in memorie del 1350. I primi coloni della località furono gli Szeklers, ma un documento del 1402 mostra che il villaggio era abitato da coloni sassoni. Nei primi anni del XVIII secolo, durante l’invasione curda, i sassoni abbandonarono il paese. La costruzione della chiesa ortodossa dedicata alla Santa Parascheva iniziò nel 1791; si narra che per la costruzione, oltre le offerte dei fedeli, fu molto utile un tesoro di monete d'oro nascosto in una botte, forse ai tempi delle scorrerie turche (prima metà del XV secolo) e rinvenuto in quegli anni. La chiesa, dichiarata monumento storico, fu affrescata dal pittore Ioan Grecu di Săsăuș e da suo fratello Alexandru attorno al 1815. Il ciclo pittorico ricopre completamente le pareti interne con scene della Bibbia e dei Vangeli oltre che medaglioni ai Santi e angeli: sulla volta della prima campata è raffigurato Dio Padre, circondato da angeli; sulla successiva ci sono scene della vita di Cristo mentre nel catino dell’altare è dipinta la Madonna con Bambino. I pittori sono conosciuti per aver rappresentato saldati e giudici delle scene della Passione di Gesù con vesti asburgiche, simbolo dell'oppressione straniera. 

### Ghijasa de Jos
Situata ad ovest del capoluogo il piccolo villaggio ha una chiesa ortodossa dedicata alla Santa Parascheva costruita nel 1864. Nei dintorni sono stati ritrovati reperti archeologici di epoca romana.